# المجتمعات ذات الثقة العالية والمجتمعات ذات الثقة المنخفضة
يتم تعريف المجتمع الذي يعاني من انخفاض الثقة بأنه المجتمع الذي تكون فيه الثقة بين الأشخاص منخفضة نسبيًا، ويفتقر إلى قيم الأخلاقية مشتركة.  وعلى العكس من ذلك، فإن المجتمع الذي يتمتع بمستوى عال من الثقة هو المجتمع الذي تكون فيه الثقة بين الأفراد مرتفعة نسبيا، وحيث يتم تقاسملقيم أخلاقية مشتركة بقوة.

## المؤسسات والآليات
وفقًا للباحثين، فإن المجتمعات منخفضة الثقة تكون عادةً قائمة على القرابة؛ وتشمل نتائج المجتمعات منخفضة الثقة صعوبة تشكيل الهياكل المؤسسية والحفاظ عليها. تشمل الآليات والمؤسسات التي تكون فاسدة أو غير فعّالة أو غائبة في المجتمعات منخفضة الثقة احترام حقوق الملكية الخاصة، نظام محاكم مدنية موثوق، التصويت الديمقراطي وقبول نتائج الانتخابات، ودفع الضرائب طوعًا. حددت الأبحاث وجود ارتباط بين الثقافات ذات النشاط الخطي (أي اتباع جدول يومي مع مهمة واحدة في كل مرة) مع المجتمعات عالية الثقة، والثقافات متعددة النشاطات (جداول مرنة مع العديد من المهام في وقت واحد، وغالبًا بترتيب غير مخطط له) مع الثقافات منخفضة الثقة.

## الحكم الذاتي
تُظهر المجتمعات عالية الثقة درجة عالية من الثقة المتبادلة التي لا تُفرض من خلال "التنظيم التعاقدي أو القانوني أو الهرمي الخارجي"، بل تستند إلى "إجماع أخلاقي مسبق". يشير الكثير من الكتابات حول هذا الموضوع إلى كتاب فرانسيس فوكوياما عام 1995، الثقة: الفضائل الاجتماعية وخلق الازدهار، حيث يصف "قدرة مختلف الشعوب على التنظيم الفعّال لأغراض تجارية دون الاعتماد على روابط الدم أو تدخل الحكومة".

## قراءة إضافية
- Trust me, a 2016 Freakonomics Radio حلقة عن الثقة في المجتمعات* The Origins of the Greek debt crisis على يوتيوب –مثال عن المجتمعات ذات الثقة المنخفضة.